# Aulon (Creuse)
Aulon ist eine Gemeinde in Frankreich. Sie gehört zur Region Nouvelle-Aquitaine, zum Département Creuse, zum Arrondissement Guéret und zum Kanton Le Grand-Bourg. Sie grenzt im Nordwesten an Le Grand-Bourg, im Nordosten an Montaigut-le-Blanc, im Osten an Augères, im Süden an Ceyroux und im Westen an Mourioux-Vieilleville.

## Bevölkerungsentwicklung
| Jahr      | 1962 | 1968 | 1975 | 1982 | 1990 | 1999 | 2008 | 2012 |
| --------- | ---- | ---- | ---- | ---- | ---- | ---- | ---- | ---- |
| Einwohner | 284  | 256  | 218  | 209  | 191  | 176  | 171  | 159  |